# Eucalyptus megacornuta
Eucalyptus megacornuta är en myrtenväxtart som beskrevs av C. Gardner. Eucalyptus megacornuta ingår i släktet Eucalyptus och familjen myrtenväxter. Inga underarter finns listade i Catalogue of Life.

## Bildgalleri

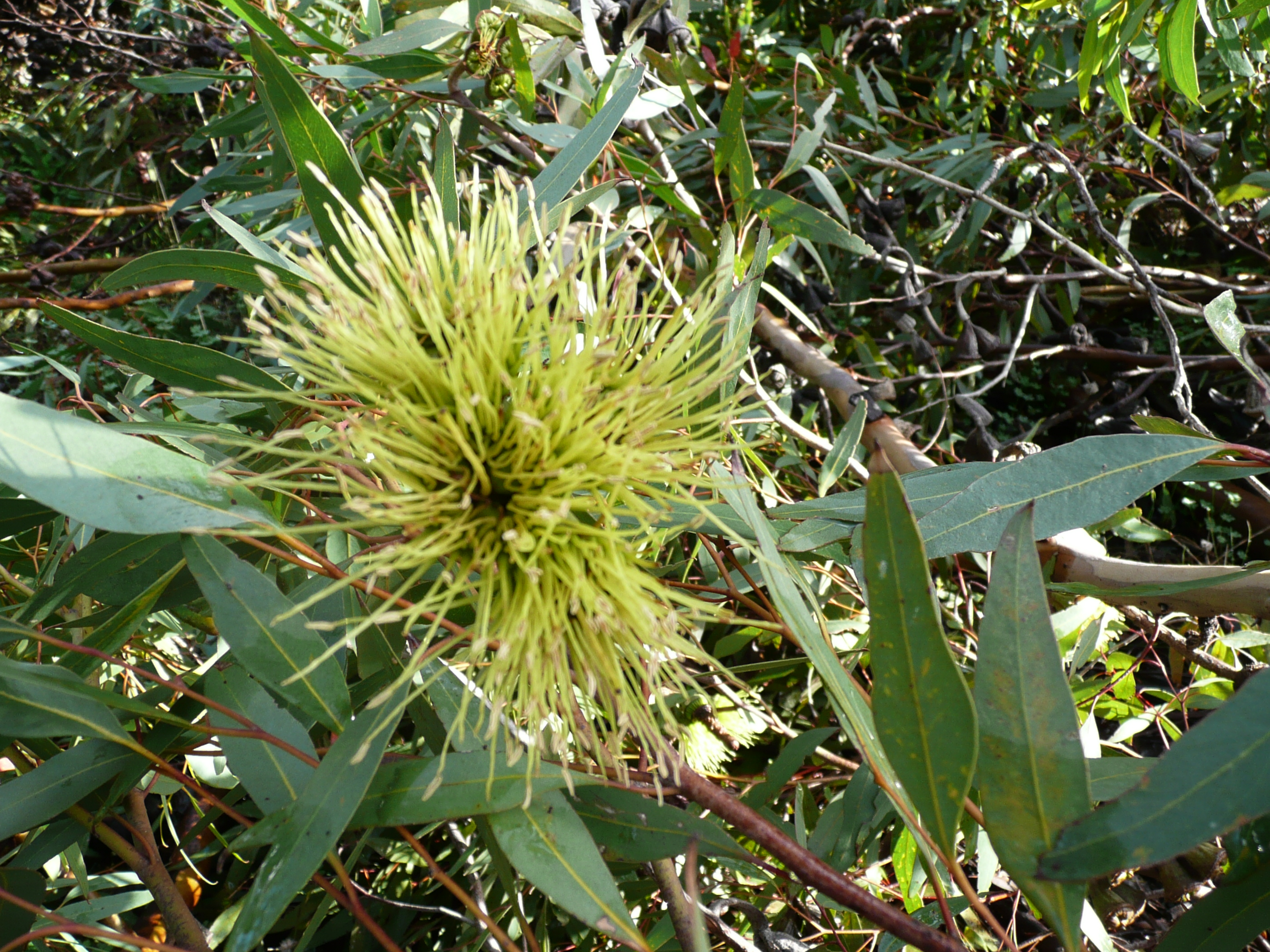